# SN 2005cg
SN 2005cg – supernowa typu Ia odkryta 2 czerwca 2005 roku w galaktyce A211050+0012. W momencie odkrycia miała maksymalną jasność 18,20m.